# Aceuchal
Aceuchal este un oraș din Spania, situat în provincia Badajoz din comunitatea autonomă Extremadura. Are o populație de 5.518 de locuitori.